# Астудин, Николай Львович
Николай Львович Астудин (нем. Nikolai von Astudin; 9 июля 1847 Москва, Российская империя — 8 августа 1925, Оберланштейн, земля Рейнланд-Пфальц) — русский и немецкий пейзажный живописец и график, работавший в Германии.

## Биография

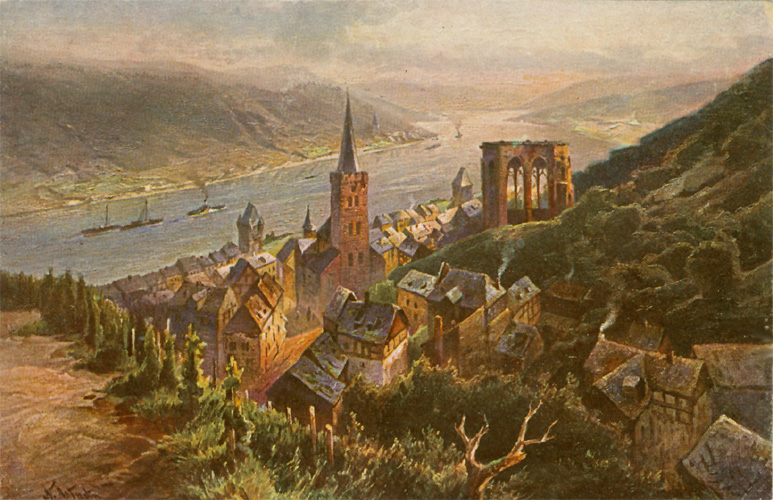
Николай Астудин. Вид города Бахарах

Родился в семье дипломата, майора Императорской гвардии Николая І. Посещал школу в Петербурге. После пребывания в Берлине в 1862 году уехал в Париж, где брал уроки у профессора пейзажной живописи Армана-Теофиля Кассаня (Armand-Théophile Cassagne, 1823—1907).
Путешествовал по Финляндии и Италии. В 1896 году женился на художнице Иоанне Майнеке (Johanna Meineke) из Браубаха на Рейне. До 1904 года жил и работал в Касселе, в 1904—1905 годах — в Бонне. В 1912 году переселился в Оберланштейн в земле Рейнланд-Пфальц, где остался до конца жизни.

## Творчество
Николай Астудин занимался пейзажами и городскими видами. Пользовался техниками акварели и пастели.